# Agay
Agay is een buurtschap met enkele honderden inwoners in de Franse gemeente Saint-Raphaël. 
Het is een kleine badplaats, gelegen aan de baai van Agay en aan de voet van de Rastel d'Agay, een van de toppen van het Esterel-massief. Er ligt een kleine baai, de Rade d'Agay, waar veel jachten liggen omdat de baai luw is en weinig golfslag kent. 
Agay (Agathos) is gesticht door de Romeinen, die toen al geconstateerd hebben dat het microklimaat van Agay het beste van de hele Côte d'Azur is: de temperatuur stijgt in principe nooit boven 30 graden en nooit onder 5 graden. Dit komt omdat Agay in het noorden volledig is afgeschermd door het Esterel gebergte en volledig op het zuiden ligt. Agay heeft een kleine haven. Verder zijn er een aantal winkels zoals een bakker, kleine supermarkten, bloemenwinkel enz., een duikcentrum en een tennisbaan. In Agay staat ook een kleine vuurtoren, waarvan het licht niet meer aan gaat. Antoine de Saint-Exupéry stak de Middellandse zee over met behulp van deze vuurtoren.
Agay is ook een halte aan de spoorlijn Saint-Raphaël - Cannes.

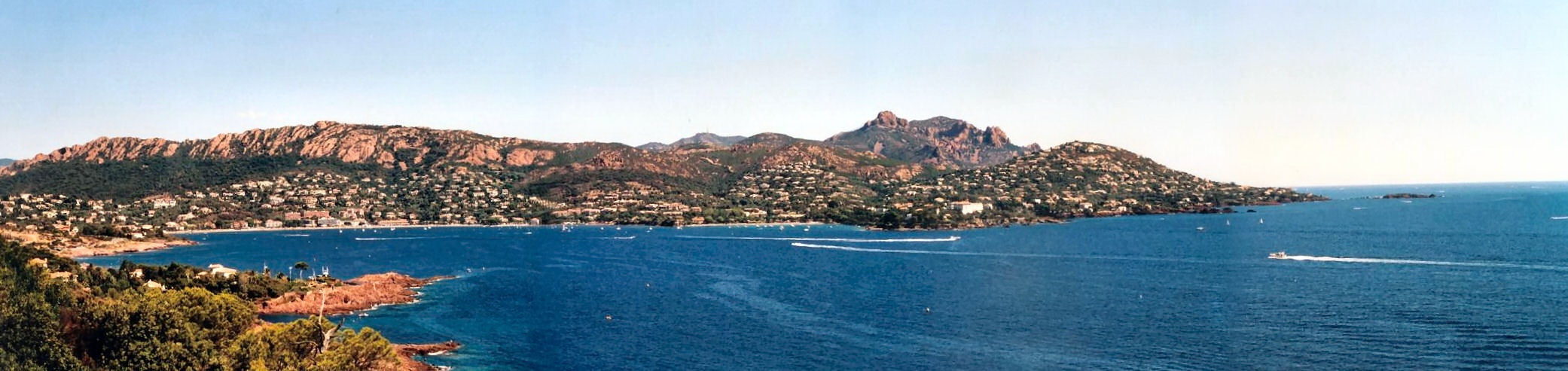
De baai van Agay aan de voet van het Esterel-massief (Massif de l'Esterel)

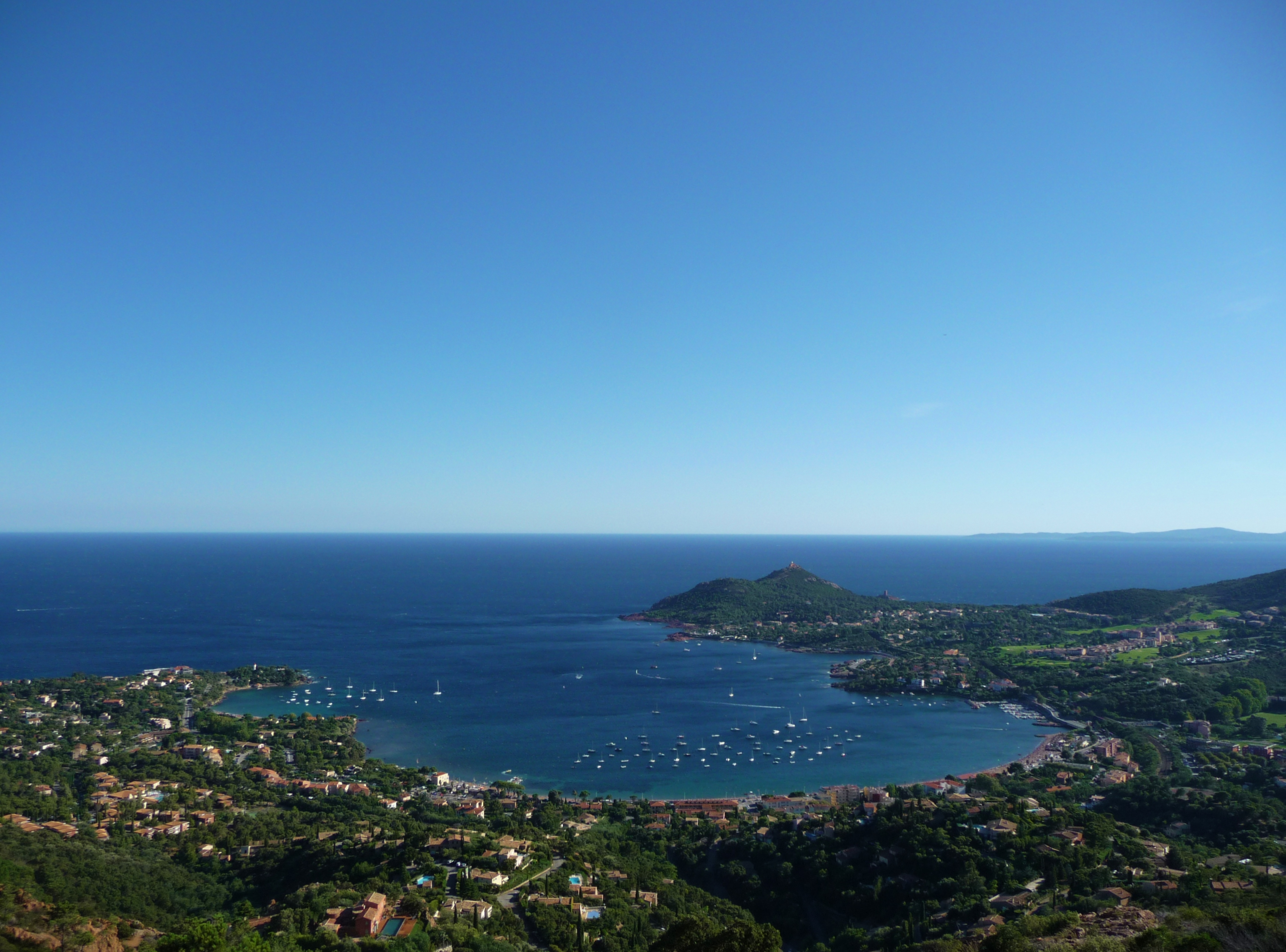
Agay uitzicht vanaf de Rastel.